# Ballbreaker
| 평가 점수            | 평가 점수 |
| 출처                 | 점수      |
| -------------------- | --------- |
| Allmusic             | [ 1 ]     |
| Entertainment Weekly | B         |
| Rolling Stone        | [ 3 ]     |

《Ballbreaker》는 오스트레일리아의 하드 록 밴드 AC/DC의 열세 번째 스튜디오 음반이다. 이 음반은 이 밴드가 국제적으로 발매한 열두 번째 음반이자 오스트레일리아에서 발매된 열세 번째 음반이었다. 1995년 9월 26일에 발매되었으며, 2005년에 AC/DC 리마스터즈 시리즈의 일부로 다시 발매되었다.

## 배경
《Ballbreaker》는 1975년부터 1983년까지 AC/DC와 함께 뛰었던 드러머 필 러드의 복귀를 알렸다. 러드는 마약 문제와 맬컴 영과의 불화 때문에 《Flick of the Switch》 세션 동안 떠났다. 아르노 뒤리우스의 저서 《AC/DC: Maximum Rock & Roll》에 따르면, 러드는 1991년 11월, 오클랜드에서 열린 AC/DC 쇼에 참석했고, 밴드 백스테이지와 친근한 만남을 가진 후, 현재의 드러머 크리스 슬레이드와 어떤 변화가 생기면 다시 합류하기 위해 "개방형 피치"를 만들었다. 뒤리우스는 이 밴드가 결국 러드를 다시 초대했고 그는 1994년 8월, 런던에서 이 밴드와 데모를 녹음하고 있던, 슬레이드의 분한 마음에 이를 수락했다고 보고한다. 슬레이드는 2001년 6월, 《록 하드 프랑스》와의 인터뷰에서 3년 동안 드럼 키트를 만지지 않을 정도로 실망과 역겨움을 느꼈다고 말했다. 슬레이드는 불법 마약 소지와 그의 전 개인 비서를 살해하겠다고 위협한 러드의 법적 문제에 이어 제57회 그래미 어워드와 2015년 Rock or Bust World Tour에서 그들의 공연을 위해 결국 밴드에 다시 합류하게 될 것이다.

## 녹음
이 음반은 녹음하는데 5개월이 걸렸다. 뉴욕의 레코드 플랜트 스튜디오에서 제작이 시작되었지만, 밴드는 그곳의 소리에 불만스러워했고 로스앤젤레스의 오션 웨이 스튜디오로 옮겨갔다. 레코드 플랜트에서 올바른 드럼 소리를 내는 것은 불가능하다는 것이 증명되었는데, 릭 루빈은 스튜디오의 텐트에서 드럼을 분리하고 벽과 천장에 추가 소리를 흡수하기 위해 벽과 천장을 줄지어 놓기도 했다. 비록 밴드는 즉시 오션 웨이 스튜디오에 만족했지만, 루빈과 맬컴 영은 음반의 방향을 놓고 충돌했고, 루빈이 일부 곡에 대해 무려 50곡의 리테이크를 요구했으며, 루빈이 레드 핫 칠리 페퍼스의 《One Hot Minute》 음반 녹음을 동시에 본 것으로 보도되는 동안, 종종 스튜디오에 자리를 비우고 밴드를 제 마음대로 내버려 두었다는 소문이 있다. 1995년 《기타 월드》와의 인터뷰에서 영은 2000년 10월, 《르 몽드》에게 "그와 함께 일하는 것은 실수였다"고 인정했지만, 영은 그와 루빈 사이의 긴장을 낮추었다. 마이크 프레이저는 또한 이 음반을 녹음하고, 엔지니어링하고, 혼합한 것으로도 인정받았다. 마블 코믹스는 《Ballbreaker》의 커버 아트에 기여했다.

## 곡 목록
모든 곡들은 앵거스 영과 맬컴 영이 작사/작곡하였다.
| #  | 제목                 | 재생 시간 |
| -- | -------------------- | --------- |
| 1. | 〈Hard as a Rock〉   | 4:31      |
| 2. | 〈Cover You in Oil〉 | 4:32      |
| 3. | 〈The Furor〉        | 4:10      |
| 4. | 〈Boogie Man〉       | 4:10      |
| 5. | 〈The Honey Roll〉   | 5:34      |
| 6. | 〈Burnin' Alive〉    | 5:05      |

| #   | 제목                            | 재생 시간 |
| --- | ------------------------------- | --------- |
| 7.  | 〈Hail Caesar〉                 | 5:14      |
| 8.  | 〈Love Bomb〉                   | 3:14      |
| 9.  | 〈Caught with Your Pants Down〉 | 4:14      |
| 10. | 〈Whiskey on the Rocks〉        | 4:35      |
| 11. | 〈Ballbreaker〉                 | 4:31      |

## 인증
| 국가                                                  | 인증        | 판매량/출하량 |
| ----------------------------------------------------- | ----------- | ------------- |
| 아르헨티나 (CAPIF)                                    | 골드        | 30,000^       |
| 오스트레일리아 (ARIA)                                 | 3× 플래티넘 | 210,000^      |
| 오스트리아 (IFPI 오스트리아)                          | 골드        | 25,000*       |
| 핀란드 (Musiikkituottajat)                            | 골드        | 38,732        |
| 프랑스 (SNEP)                                         | 플래티넘    | 300,000*      |
| 독일 (BVMI)                                           | 골드        | 250,000^      |
| 뉴질랜드 (RMNZ)                                       | 플래티넘    | 15,000^       |
| 스페인 (PROMUSICAE)                                   | 플래티넘    | 100,000^      |
| 스웨덴 (GLF)                                          | 골드        | 50,000^       |
| 스위스 (IFPI 스위스)                                  | 골드        | 25,000^       |
| 영국 (BPI)                                            | 골드        | 100,000^      |
| 미국 (RIAA)                                           | 2× 플래티넘 | 2,000,000^    |
| *판매량을 기반으로 한 인증 ^출하량을 기반으로 한 인증 |             |               |